# Thomisus granulifrons
Thomisus granulifrons es una especie de araña cangrejo del género Thomisus, familia Thomisidae. Fue descrita científicamente por Simon en 1906.

## Distribución
Esta especie se encuentra en India y Sri Lanka.